# 派恩斯灣 (佛羅里達州)
派恩斯灣（英語：Bay Pines）是位於美國佛羅里達州皮尼拉斯縣的一個人口普查指定地區。

## 地理
派恩斯灣的座標為27°49′09″N 82°46′36″W / 27.81917°N 82.77667°W，而該地最高點為海拔高度3米（即10英尺）。

## 人口
根據2010年美國人口普查的數據，派恩斯灣的面積為5.80平方千米，當中陸地面積為3.60平方千米，而水域面積為2.20平方千米。當地共有人口2931人，而人口密度為每平方千米505人。